# Roki
Roki je moško osebno ime.

## Izvor imena
Ime Roki je različica moškega osebnega imena Rok 

## Pogostost imena
Po podatkih Statističnega urada Republike Slovenije je bilo na dan 31. decembra 2007 v Sloveniji število moških oseb z imenom Roki: 67.

## Osebni praznik
Osebe z imenom Roki praznujejo osebni praznik takrat kot osebe z imenom Rok.